# Piteå kommun
Piteå kommun er en svensk kommune som er beliggende i det sydlige Norrbottens län ved Piteälvens udløb i Bottenviken. 

## Større byer
- Bergsviken
- Blåsmark
- Böle
- Hemmingsmark
- Hortlax
- Jävre
- Lillpite
- Norrfjärden
- Piteå (inklusiv Öjebyn)
- Roknäs
- Rosvik
- Sikfors
- Sjulsmark
- Svensbyn

65°20′00″N 21°30′00″Ø / 65.333333333333°N 21.5°Ø